# Наомі Осака
Наомі Осака (яп. 大坂 なおみ) — японська тенісистка гаїтянсько-японського походження, чемпіонка США 2018 та 2020 років, чемпіонка Австралії 2019 та 2021 років, перша японська переможниця грендслему, колишня перша ракетка світу.

## Життєпис
Осака народилася в японському місті Осаці у родині гаїтянського батька і японської матері. Її старша сестра Марі теж грає в теніс на професійному рівні. Наомі взяла дошлюбне прізвище матері. Коли дівчині було три роки, вона разом з родиною переселилася в США й, наразі, проживає у Флориді. Має два громадянства — японське (за місцем народження) та американське. Попри проживання в Америці, Осака виступає під прапором Японії.

## Спортивна діяльність
Першу перемогу в турнірах WTA Осака здобула одразу на прем'єрному обов'язковому Indian Wells Masters 2018 року, обігравши в фіналі іншу 20-річну тенісистку Дарію Касаткіну з Росії 6-3, 6-2.
На Відкритому чемпіонаті США 2018 Осака перемогла у фіналі свого кумира Серену Вільямс 6-2, 6-4 у грі, в якій Вільямс оштрафували на гейм за суперечки з арбітром.
Другий титул Великого шолома Осака здобула на Відкритому чемпіонаті Австралії 2019, перегравши у фіналі Петру Квітову. Ця перемога вивела її на перше місце світового рейтингу. Першою ракеткою світу Осака залишалася впродовж 21 тижня, до червня 2019 року, коли її обійшла Ешлі Барті. У серпні вона знову повернулася на першу сходинку рейтингу, але після Відкритого чемпіонату США 2019 першою ракеткою світу знову стала Барті.
Вдруге Осака виграла чемпіонат США 2020 року.
Осака — агресивна напориста гравчиня задньої лінії. Вона може забити м'яч з обох сторін, любить атакувати форхендом, але може й добре впертися ногами й сильно ударити бекхендом. У неї добре поставлена сильна подача зі швидкістю до 125 миль на годину і з різними підкрутками.

## Виступи в одиночних турнірах Великого шолома
| W | Ф | ПФ | ЧФ | #Р | КТ | К# | DNQ | A | NH |

| Турнір                                 | 2015 | 2016 | 2017 | 2018 | 2019 | 2020 | 2021 | 2022 | 2023 | 2024 | 2025 | SR     | В-П   | Win % |
| -------------------------------------- | ---- | ---- | ---- | ---- | ---- | ---- | ---- | ---- | ---- | ---- | ---- | ------ | ----- | ----- |
| Відкритий чемпіонат Австралії з тенісу |      | 3р   | 2р   | 4р   | П    | 3р   | П    | 3р   |      | 1р   | 3р   | 2 / 9  | 26–7  | 79%   |
| Відкритий чемпіонат Франції з тенісу   |      | 3р   | 1р   | 3р   | 3р   |      | 2р   | 1р   |      | 2р   |      | 0 / 7  | 8–6   | 57%   |
| Вімблдонський турнір                   | К1р  |      | 3р   | 3р   | 1р   | NH   |      |      |      | 2р   |      | 0 / 4  | 5–4   | 56%   |
| Відкритий чемпіонат США з тенісу       | К2р  | 3р   | 3р   | П    | 4р   | П    | 3р   | 1р   |      | 2р   |      | 2 / 8  | 23–6  | 79%   |
| В-П                                    | 0–0  | 6–3  | 5–4  | 14–3 | 12–3 | 9–1  | 9–1  | 2–3  | 0–0  | 3–4  | 2–1  | 4 / 28 | 62–23 | 73%   |

### Фінали турнірів Великого шолома
| Результат | Рік  | Турнір                                 | Покриття | Опонент           | Рахунок            |
| --------- | ---- | -------------------------------------- | -------- | ----------------- | ------------------ |
| Перемога  | 2018 | Відкритий чемпіонат США з тенісу       | Тверде   | Серена Вільямс    | 6–2, 6–4           |
| Перемога  | 2019 | Відкритий чемпіонат Австралії з тенісу | Тверде   | Петра Квітова     | 7–6(7–2), 5–7, 6–4 |
| Перемога  | 2020 | US Open (2)                            | Тверде   | Вікторія Азаренко | 1–6, 6–3, 6–3      |
| Перемога  | 2021 | Australian Open (2)                    | Тверде   | Дженніфер Брейді  | 6–4, 6–3           |

## Фінали турнірів WTA

### Одиночний розряд: 13 (7 титулів)
| Результат | В–П | Дата     | Турнір                                  | Рівень       | Поверхня | Супротивниця           | Рахунок            |
| --------- | --- | -------- | --------------------------------------- | ------------ | -------- | ---------------------- | ------------------ |
| Поразка   | 0–1 | Вер 2016 | Pan Pacific Open, Японія                | Прем'єрний   | Хард     | Каролін Возняцкі       | 5–7, 3–6           |
| Перемога  | 1–1 | Бер 2018 | Indian Wells Masters, США               | Обов'язковий | Хард     | Дарія Касаткіна        | 6–3, 6–2           |
| Перемога  | 2–1 | Вер 2018 | US Open                                 | Грендслем    | Хард     | Серена Вільямс         | 6–2, 6–4           |
| Поразка   | 2–2 | Вер 2018 | Pan Pacific Open, Японія                | Прем'єрний   | Хард     | Кароліна Плішкова      | 4–6, 4–6           |
| Перемога  | 3–2 | Січ 2019 | Australian Open, Мельбурн, Австралія    | Грендслем    | Хард     | Петра Квітова          | 7–6(7–2), 5–7, 6–4 |
| Перемога  | 4–2 | Вер 2019 | Pan Pacific Open, Осака, Японія         | Прем'єрний   | Хард     | Анастасія Павлюченкова | 6–2, 6–3           |
| Перемога  | 5–2 | Жов 2019 | China Open, КНР                         | Обов'язковий | Хард     | Ешлі Барті             | 3–6, 6–3, 6–2      |
| Поразка   | 5–3 | Сер 2020 | Мастерс Цинциннаті, США                 | Premier 5    | Тверде   | Вікторія Азаренко      | w/o                |
| Перемога  | 6–3 | Вер 2020 | US Open, США (2)                        | Grand Slam   | Тверде   | Вікторія Азаренко      | 1–6, 6–3, 6–3      |
| Перемога  | 7–3 | Лют 2021 | Australian Open, Австралія (2)          | Grand Slam   | Тверде   | Дженніфер Брейді       | 6–4, 6–3           |
| Поразка   | 7–4 | Кві 2022 | Відкритий чемпіонат Маямі з тенісу, США | WTA 1000     | Тверде   | Іга Свьонтек           | 4–6, 0–6           |
| Поразка   | 7–5 | Січ 2025 | WTA Auckland Open, Нова Зеландія        | WTA 250      | Тверде   | Клара Таусон           | 6–4, ret.          |
| Поразка   | 7–6 | Лип 2025 | Мастерс Канада, Канада                  | WTA 1000     | Тверде   | Вікторія Мбоко         | 2–6, 6–4, 6–1      |

## Виноски
1. ↑  https://revistatenis.uol.com.br/bio/naomi-osaka.html
2. ↑  Naomi Osaka Biography. WTA. Архів оригіналу за 14 березня 2017. Процитовано 27 липня 2014.
3. ↑  Осака: «Этот US Open научил меня очень многому». xsport.ua (рос.). Архів оригіналу за 14 вересня 2020. Процитовано 14 вересня 2020.
4. ↑  Наоми Осака выиграла US Open. tk.media (рос.). Архів оригіналу за 16 вересня 2020. Процитовано 14 вересня 2020.
5. 1 2  Joseph, Adi (29 серпня 2017). Who is Naomi Osaka? 19-year-old stole U.S. Open spotlight with Round 1 upset. USA Today. Архів оригіналу за 29 жовтня 2019. Процитовано 16 жовтня 2017.